# エリカ・ベスパルコ
エリカ・ベスパルコ（Erika Bespalko、1989年9月6日 - ）は、リトアニアの女子水泳選手。168cm、57kg。

## 来歴
リトアニアの名門、リトアニア教育大学に入学。
2011年ユニバーシアードに出場した。